# Sơn ca cát
Sơn ca cát, tên khoa học Alaudala raytal, là một loài chim trong họ Alaudidae.
Sơn ca cát được tìm thấy ở Nam Á. Chúng có phần giống nhau, nhưng nhỏ hơn những loài sơn ca ngón ngắn.

## Phân loại và hệ thống học
Sơn ca cát ban đầu được phân loại trong chi Alauda. Sau đó nó được chuyển sang chi Calandrella cho đến năm 2014 khi được chuyển sang chi Alaudala. Tên gọi khác sơn ca ngón ngắn châu Á thường hay được dùng để chỉ loài cùng tên là Alaudala cheleensis. Các tên gọi khác có sơn ca cát sông Hằng, sơn ca cát Ấn Độ và sơn ca ngón ngắn Ấn Độ.

## Phân loài
Ba phân loài được công nhận:
- Sơn ca cát Indus (A. r. adamsi (Hume, 1871)): Tìm thấy ở đông nam Iran, Pakistan, đông Afghanistan và tây bắc Ấn Độ.
- A. r. raytal (Blyth, 1845): Tìm thấy từ trung và bắc Ấn Độ tới nam Myanmar.
- A. r. krishnakumarsinhji (Vaurie & Dharmakumarsinhji, 1954): Tìm thấy ở tây và trung Ấn Độ.